# Gare de Morteau
La gare de Morteau est une gare ferroviaire française située sur le territoire de la commune de Morteau dans le département du Doubs, en région Bourgogne-Franche-Comté.

## Situation ferroviaire
Cette gare est située au point kilométrique 471,954 de la Ligne de Besançon-Viotte au Locle-Col-des-Roches. Son altitude est de 756 m.

## La gare
Elle est ouverte à la tous les jours afin d'effectuer les croisements des TER Besançon - Le Valdahon - Morteau - La Chaux-de-Fonds.

## Fréquentation
La fréquentation de la gare est détaillée dans le tableau ci-dessous :
| Année                      | 2015    | 2016    | 2017    | 2018    | 2019    | 2020    | 2021    | 2022    | 2023    | 2024    |
| -------------------------- | ------- | ------- | ------- | ------- | ------- | ------- | ------- | ------- | ------- | ------- |
| Voyageurs                  | 157 668 | 125 850 | 149 474 | 138 713 | 176 150 | 123 650 | 89 972  | 169 575 | 196 387 | 107 370 |
| Voyageurs et non voyageurs | 197 085 | 157 312 | 186 843 | 173 391 | 220 187 | 154 502 | 112 465 | 211 969 | 245 484 | 134 213 |

## Service des voyageurs

### Accueil
Un guichet est également ouvert tous les jours pour la vente des titres de transport.
Les horaires d'ouverture du guichet pour 2023 (sous réserve de modifications) sont les suivants :
- de 6 h à 11 h et de 15 h 15 à 18 h du lundi au vendredi

### Desserte
- Relation Besançon-Viotte → Valdahon → Morteau → La Chaux-de-Fonds

La gare est desservie par :
- 3 aller-retour TER Bourgogne-Franche-Comté Besançon - La Chaux de Fonds
- 5 aller-retour TER Bourgogne-Franche-Comté Besançon - Morteau
- 4 aller-retour du lundi au vendredi par des TER transfrontaliers Morteau - La Chaux-de-Fonds proposés pour les personnes allant travailler en Suisse en plus des TER Besançon - La Chaux-de-Fonds.
- 1 aller-retour en car TER, permettant de prendre le TGV Besançon-Paris tôt le matin avec retour en fin de soirée, proposé du lundi au vendredi.
- 1 aller-retour en car TER Besançon-Morteau le matin et retour en soirée (amorcée depuis la ville suisse du Locle).

### Intermodalité
La gare est desservie par des autocars Mobigo de la ligne 206 la reliant à Pontarlier et à Montbéliard.

## Service des marchandises
Cette gare est fermée au service du fret depuis le 1er juillet 2006.

## Galerie de photographies

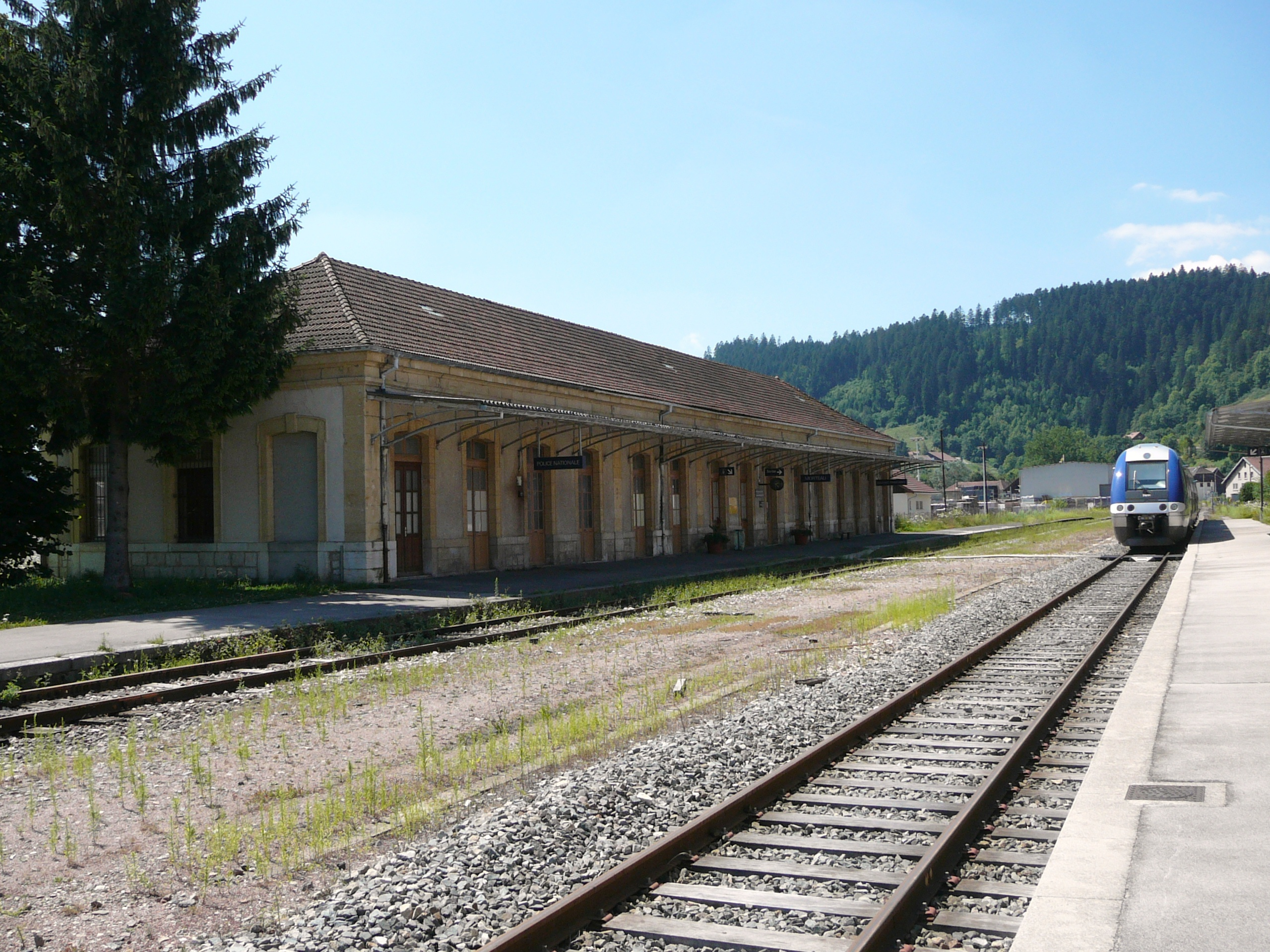
Gare de Morteau, vue en direction de Besançon. Bâtiment des douanes, quai 2.
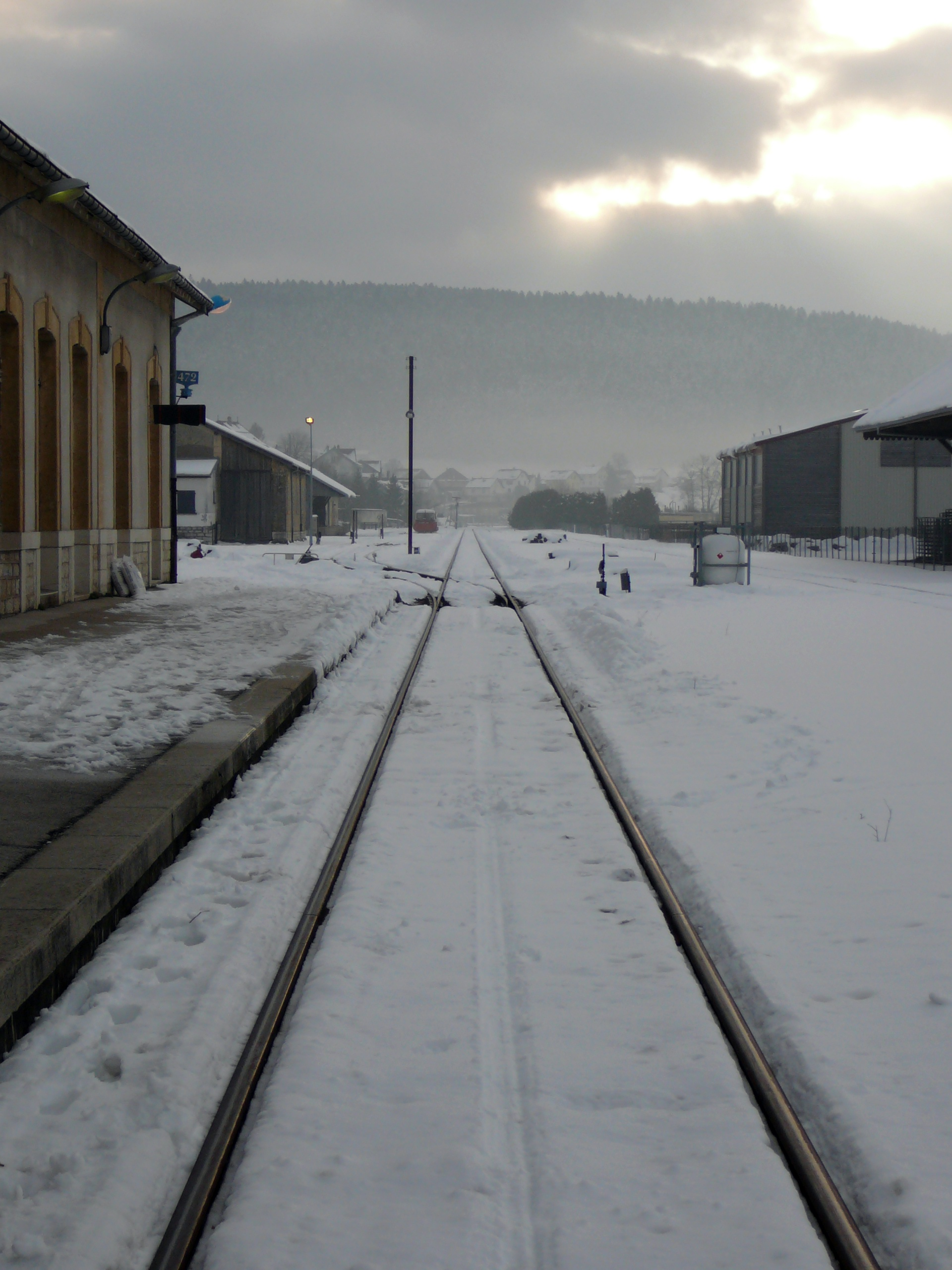
Gare de Morteau, vue en direction du Locle.
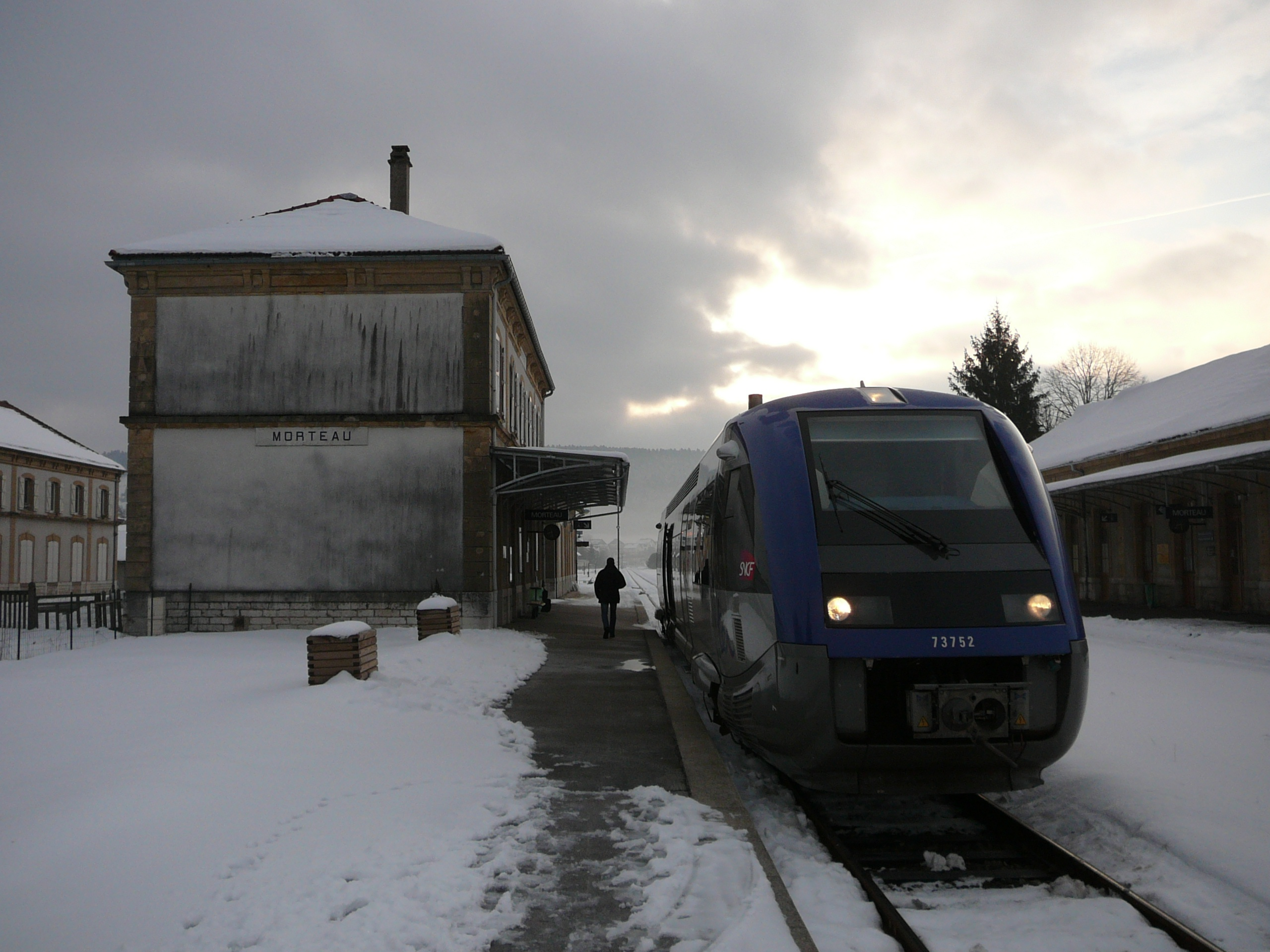
Gare de Morteau l'hiver.
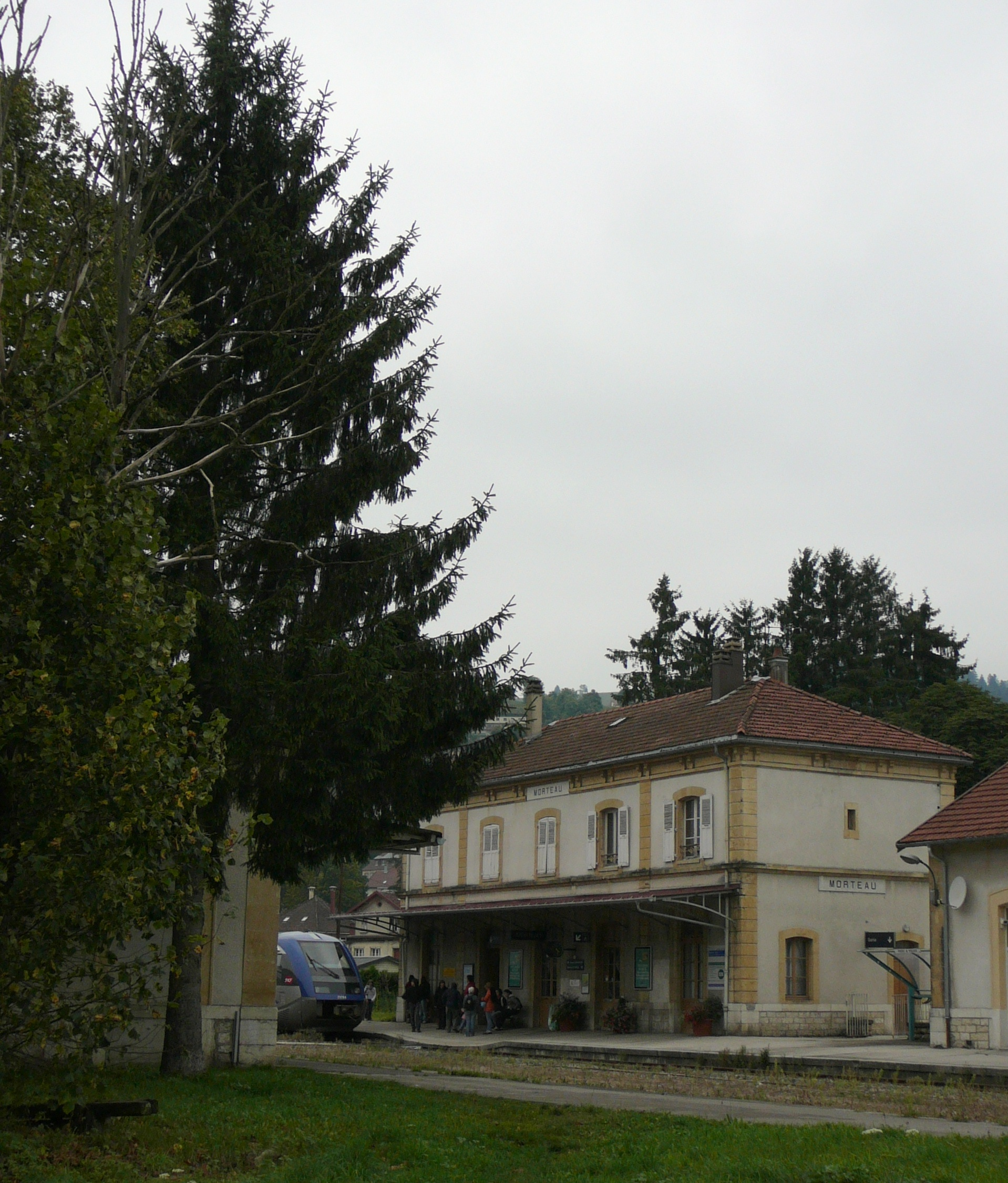
Gare de Morteau.